# Palpimanus transvaalicus
Palpimanus transvaalicus är en spindelart som beskrevs av Simon 1893. Palpimanus transvaalicus ingår i släktet Palpimanus och familjen Palpimanidae. Inga underarter finns listade i Catalogue of Life.